# Miliana
Miliana (arabisch مليانة, DMG Milyāna) ist eine etwa 50.000 Einwohner zählende Stadt im Norden Algeriens.

## Lage und Klima
Miliana liegt an einem Südabhang des Tellatlas-Gebirges im gleichnamigen Distrikt, der zur Provinz Ain Defla gehört. Südlich liegt die größere Stadt Khemis Miliana; Algier ist gut 100 km (Fahrtstrecke) in nordöstlicher Richtung entfernt. Das Klima ist zumeist gemäßigt bis warm; Regen (ca. 500 bis 700 mm/Jahr) fällt überwiegend im Winterhalbjahr.

## Geschichte
Zu Zeiten der Römer lag hier die ursprünglich punische Stadt Zucchabar, die zur Provinz Mauretania Caesariensis gehörte. Zucchabar war im 5. Jahrhundert Bischofssitz, worauf das Titularbistum Zucchabar zurückgeht. Im Jahr 1262 wurde die Stadt durch ein Heer des in Tunis residierenden Hafsiden-Kalifen Muhammad I. al-Mustansir erobert. Um 1861 malte der französische Maler Édouard Moyse (1827–1908) in Miliana.

## Wirtschaft
Von 1904 bis 1975 waren die Eisenerz-Bergwerke auf dem Mont Zaccar in Betrieb, die bis zum Jahr 1950 durch die dampfgetriebene Tramway des Mines du Zaccar erschlossen waren. Nahe Miliana befindet sich Côteaux du Zaccar, ein algerisches Weinanbaugebiet.